# Taft (Kalifornien)
Taft ist eine Stadt im Kern County im US-Bundesstaat Kalifornien, Vereinigte Staaten. Das U.S. Census Bureau hat bei der Volkszählung 2020 eine Einwohnerzahl von 8.546 ermittelt. Taft liegt ungefähr 50 km westlich-südwestlich von Bakersfield.
Die geographischen Koordinaten sind: 35,13° Nord, 119,44° West. Das Stadtgebiet hat eine Größe von 39,2 km².
Die Stadt wurde erstens als Siding Number Two benannt.

## Bodenschätze
1851 wurde Gold entdeckt, 1865 Erdöl.
Am 14. März 1910 ereignete sich der größte registrierte Blowout („gusher“) in der Geschichte der Ölförderung in den Vereinigten Staaten, der Lakeview Gusher Number One. Geschätzte 1.400.000 m³ (1.230.000 Tonnen) Erdöl strömten zwischen 14. März 1910 und September 1911 aus. An der genauen Stelle steht heute eine Gedenktafel, sowie unweit ein Museum der Erdölförderung.

## Töchter und Söhne der Stadt
- Jeanne Cooper (1928–2013), Schauspielerin
- Loren Cunningham (1935–2023), Gründer von Jugend mit einer Mission
- Ronald Graham (1935–2020), Mathematiker
- Tim Bright (* 1960), Leichtathlet

## Belege
1. ↑  Explore Census Data Taft city, California. Abgerufen am 11. Dezember 2022.
2. 1 2  David L. Durham: California’s Geographic Names: A Gazetteer of Historic and Modern Names of the State. Quill Driver Books, 1998, ISBN 978-1-884995-14-9, S. 1114 (englisch).
3. ↑  William Rintoul: Recollections of Pioneer Days in the California Oil Fields. California Historical Society, San Francisco 1976, ISBN 0-910312-37-0, Spudding, S. 106–113 (englisch).